# Lepus castroviejoi
Lepus castroviejoi és una espècie de llebre endèmica del nord d'Espanya, on se la coneix com a liebre de piornal. La seva distribució es limita a la serralada Cantàbrica, des de la serralada dels Ancares fins a Peña Labra. Aquesta regió fa aproximadament 230 km d'est a oest i 25–40 km de nord a sud. Viu a les muntanyes, a altituds de gairebé 2.000 metres, tot i que descendeix durant l'hivern per a evitar les temperatures fredes i la neu. El seu hàbitat són els bruguerars, composts principalment d'Erica, Calluna i Vaccinium, amb una coberta de Cytisus, Genista i Juniperus. També viu en clarianes en boscos caducifolis mixtes de roures i fajos.